# ارتشر بلاد
ارتشر بلاد (بالإنجليزية: Archer Blood)‏ هو دبلوماسي أمريكي، ولد في 20 مارس 1923 في شيكاغو في الولايات المتحدة، وتوفي في 3 سبتمبر 2004 في فورت كولنز في الولايات المتحدة.